# جاك كول (فنان قصص مصورة)
جاك كول (بالإنجليزية: Jack Cole)‏ هو فنان قصص مصورة أمريكي، ولد في 14 ديسمبر 1914 في نيو كاسل في الولايات المتحدة، وتوفي في 13 أغسطس 1958 في وودستوك في الولايات المتحدة.

## وصلات خارجية
- جاك كول على موقع IMDb (الإنجليزية)